# Alianza polaco-rumana
La Alianza polaco-rumana en el periodo de entreguerras (1921-1939) consistió en una serie de tratados firmados en este periodo entre la Segunda República de Polonia y el Reino de Rumania. El primero de ellos fue firmado en 1921 y, en conjunto, los tratados sirvieron de base para las buenas relaciones entre los dos países que duró hasta el estallido de la Segunda Guerra Mundial en el otoño de 1939 y la inmediata derrota polaca.

## Contexto europeo

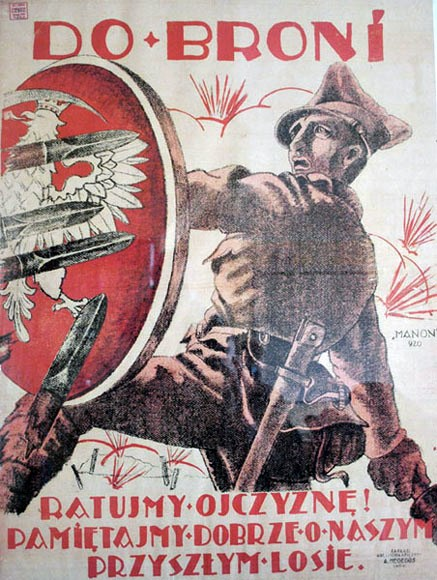
Cartel de propaganda polaca durante la guerra polaco-soviética.

Inmediatamente después de la Primera Guerra Mundial, los Tratados de Paz reconocieron el restablecimiento de un estado polaco el primero en más de 100 años. Rumanía acabó la guerra como una nación del bando vencedor, ampliando notablemente su territorio (que comenzó a llamarse "Gran Rumanía" (en rumano: România Mare). Ambos estados tenían, por tanto, razones de peso para defender estos tratados.
Después de haber establecido contactos con Polonia en enero-febrero de 1919 (tras la visita de Stanisław Głąbiński a Bucarest), Rumanía decidió firmar una alianza que estableciese el aislamiento de la Rusia bolchevique y la protegiese de la recién creada Internacional Comunista; la proclamación de la República Soviética Húngara, la Revolución de Noviembre en Alemania y la toma de Odesa por el Ejército Rojo alarmó a los políticos de ambos países. El diplomático Czesław Pruszyński informó al Gobierno de Polonia:

La presa que puede poner fin a la presión de los bolcheviques sobre Occidente la forman Polonia en el norte y Rumanía en el sur. [...] Hay una necesidad natural, además de histórica, de una alianza militar que se enfrente a la amenaza común  que se base en los intereses mutuos de Rumania y Polonia.

Rumanía no participó en la Guerra Polaco-Soviética, pero permitió el paso de tropas polacas  por su territorio. Según otro de los informes de Pruszyński, Rumania facilitó el tránsito de los ciudadanos polacos desde Rusia a sus lugares de origen, y suministró armamento y grano a precios especiales. En este contexto, el Ejército rumano intervino en la Guerra Polaco-Ucraniana contra  la República Nacional de Ucrania Occidental (creada en Galicia en el verano de 1919), ayudando a los polacos en Pocutia (véase ocupación rumana de Pokuttya).
El conde Aleksander Skrzyński, actuando con permiso de los dirigentes polacos Ignacy Jan Paderewski y Józef Piłsudski, cursó una oferta al Gobierno rumano de Ion I. C. Brătianu para participar en la futura administración de Ucrania (agosto de 1919); la oferta se reiteró cuando Skrzyński tomó posesión como embajador en Rumanía al mes siguiente. Alexandru G. Florescu, embajador rumano en Varsovia, informó sobre  el proyecto de administración militar común fue:

[...] Una inexactitud y una fantasía que supongo que no deberían tenerse en cuenta nada más que para hacer balance de ellas.

De acuerdo con la valoración de Florescu, el gabinete de Brătianu expresó su voluntad de establecer contactos con la República Nacional Ucraniana En 1920, un plan similar fue propuesto por el mismo Piłsudski al gobierno de Alexandru Averescu; la oferta fue más específica, indicándose que Rumanía extendería su administración hacia el este (las orillas del Mar Negro, Odessa, y Transnistria). Averescu rechazó de nuevo la propuesta, ya que significaba la participación de su país en la Guerra Civil Rusa.

## El primer tratado

Polonia en 1939, el norte de Rumania visible al sur de Polonia.

El primer tratado fue el "Convenio sobre una alianza defensiva", firmado el 3 de marzo de 1921 en Bucarest. El tratado, válido por un periodo de cinco años, comprometía a ambas partes a prestarse ayuda militar "en el caso de que una de las partes fuese atacada en sus fronteras orientales actuales", y tenía por finalidad contener a Rusia (desde 1922 , Unión Soviética), que acababa de perder la Guerra Polaco-Soviética. Entre los diplomáticos de los dos países que participaron en las negociaciones se encontraban el general polaco Tadeusz Rozwadowski y el rumano Ion Antonescu. Las ratificaciones del tratado se intercambiaron en Bucarest el 25 de julio de 1921 y el mismo se registró en la Sociedad de Naciones el 24 de octubre del mismo año.
A comienzos de la década de 1920, Rumania, junto con Checoslovaquia y Yugoslavia, creó la Pequeña Entente, una alianza cuyo principal objetivo era la lucha contra el revisionismo de Hungría (que incluía la Transilvania unida con  Rumanía tras la Primera Guerra Mundial). El ministro de Asuntos Exteriores de Rumanía, Take Ionescu, intentó que Polonia y Grecia se uniesen a la alianza, pero no resultó posible, en el caso polaco, a causa de los desacuerdos fronterizos entre Polonia y Checoslovaquia. El representante de Rumania en Varsovia declaró a Bucarest:

La política de Polonia hacia la [...] Pequeña Entente se vuelve más clara. Polonia no desea unirse a ella. [...] Esta actitud puede estar relacionada con el Sr. Beneš, quien parece haber declarado que no es posible actualmente el ingreso de Polonia.

En 1925 se firmó el Tratado de Locarno. En él Alemania se comprometía a respetar la frontera  del Rhin con Francia, a la vez que firmaba convenios de arbitraje con Polonia y Checoslovaquia. El gobierno polaco, no obstante, se sintió traicionado por Francia ya que las fronteras orientales de Alemania no quedaban garantizadas de igual manera que las occidentales. En este ambiente comenzaron las negociaciones para  la renovación del tratado entre Polonia y Rumania en los primeros meses de 1926. El ministro rumano de Asuntos Exteriores, Ion G. Duca escribió en un telegrama al embajador rumano en París:

Nuestro tratado con Polonia vence el 3 de marzo. Los polacos no desean renovarlo en su forma actual, ya que tienen que tener en cuenta el clima creado por la Sociedad de Naciones y el Tratado de Locarno. No desean que el tratado sea exclusivamente anti-ruso [...] Polonia anhela obtener nuestra ayuda en caso de que fuese atacada por Alemania.

## Otros tratados

La «Gran Rumanía» (1920-1940).

El 26 de marzo de 1926, los Gobiernos polaco y rumano firmaron un Tratado de Alianza para reforzar la seguridad en el este de Europa. En esta ocasión el tratado establecía la alianza contra cualquier ataque, no sólo uno proveniente de la Unión Soviética. Las ratificaciones se intercambiaron en Varsovia el 9 de febrero de 1927. El tratado se registró en Sociedad de Naciones el 7 de marzo de 1927.
El Convenio fue sustituido por el Tratado de Asistencia Mutua contra la Agresión y de Ayuda Militar, firmado el 9 de febrero de 1927 en Varsovia.
En ese momento, en ambos países, se estaban produciendo cambios políticos. El rey rumano Fernando I murió en 1927, dejando el trono a su nieto, Mihai. Mihai era, sin embargo, menor de edad, y una regencia se hizo cargo de la monarquía hasta la toma de posesión en 1930 de Carol II, padre de Miguel. En Polonia, el movimiento Sanacja tomó el poder después del golpe de Estado de mayo de 1926, que marcó el comienzo de la dictadura de Piłsudski. El 15 de enero de 1931, Polonia y Rumanía firmaron un Tratado de Garantía. Alrededor de octubre, se difundieron rumores en Polonia de que Pilsudski estaba considerando al príncipe Nicolás, antiguo regente de Rumania (1927-1930), para el trono polaco vacante, alentados por políticos conservadores como Janusz Radziwiłł. Durante la visita del líder polaco a Rumanía en ese mes, Radziwiłł habló en el Senado sobre la posibilidad de una restauración monárquica (algo interpretado por Zdzisław Lubomirski como el resultado de "una indicación  de Piłsudski").

## El crecimiento del poderío alemán y soviético
En 1932, con Adolf Hitler cada vez más cercano al poder en Alemania, Polonia trató de asegurar su frontera oriental mediante la negociación de un tratado con los soviéticos y la firma de un pacto de no agresión. Rumania no pudo hacer lo mismo, sin embargo, dado que los soviéticos no habían reconocido la frontera soviético-rumana del río Dniéster (es decir, la pertenencia de Besarabia a Rumanía). En el mismo año, el primer ministro rumano Nicolae Iorga fue informado por el embajador en Varsovia, Grigore Bilciurescu, que los grupos conservadores polacos estaban sopesando la posibilidad de una unión personal de los dos países, con Carol como rey de ambas naciones.
Las relaciones entre los dos países empeoraron según sus intereses divergieron. Rumania creó la Entente de los Balcanes en 1934, junto con Yugoslavia, Turquía y Grecia.
Durante el gobierno de Gheorghe Tătărescu (1934-1937), el intento de Rumanía de equilibrar sus alianzas con Polonia y Checoslovaquia fue puesto a prueba por un escándalo político, después de que Jan Šeba,  embajador checoslovaco en Bucarest, publicase un volumen abiertamente favorable a un acercamiento entre la Unión Soviética y  la Pequeña Entente con un prólogo del ministro de Asuntos Exteriores Kamil Krofta. A principios de 1937 Krofta negó tener conocimiento del contenido del libro y, después de la visita de Tătărescu a Milan Hodža, su homólogo en Praga, Šeba fue relevado de su puesto. El mismo año Tătărescu se reunió con el ministro de Asuntos Exteriores polaco Józef Beck en Bucarest: este último, que se había opuesto anteriormente a la política favorable al mantenimiento de la situación del defenestrado Nicolae Titulescu, propuso que Rumanía retirase su apoyo a Checoslovaquia y tratase de llegar a un acuerdo con Hungría, sugerencia que fue rechazada.
En 1938, a raíz de la crisis checoslovaca, Beck instó al gobierno rumano de Miron Cristea, formado por el Frente de Renacimiento Nacional , a participar en la partición de Checoslovaquia (logrado en los Acuerdos de Múnich), mediante el apoyo a la anexión de Hungría de Rutenia, con la esperanza de que así el regente húngaro Miklós Horthy abandonase las reivindicaciones de su país sobre Transilvania. La oferta fue rechazada por el rey Carol.

### En vísperas de la guerra mundial
Como la situación era cada vez más volátil en vísperas de la Segunda Guerra Mundial, los dos países mejoraron sus relaciones de nuevo. En 1938, Richard Franasovici,  embajador rumano en Varsovia, informó que:

[Hay] una mejora evidente de los sentimientos en Polonia con respecto a Rumania [...] La idea principal es mantener, por encima de todo, la alianza con Rumania,  debido, por supuesto, a la creciente presión de Alemania, así como al deseo de no quedar completamente aislados en el problema ucraniano [...] Además, [los polacos] consideran que la influencia alemana en Budapest y Praga es demasiado poderosa [...].

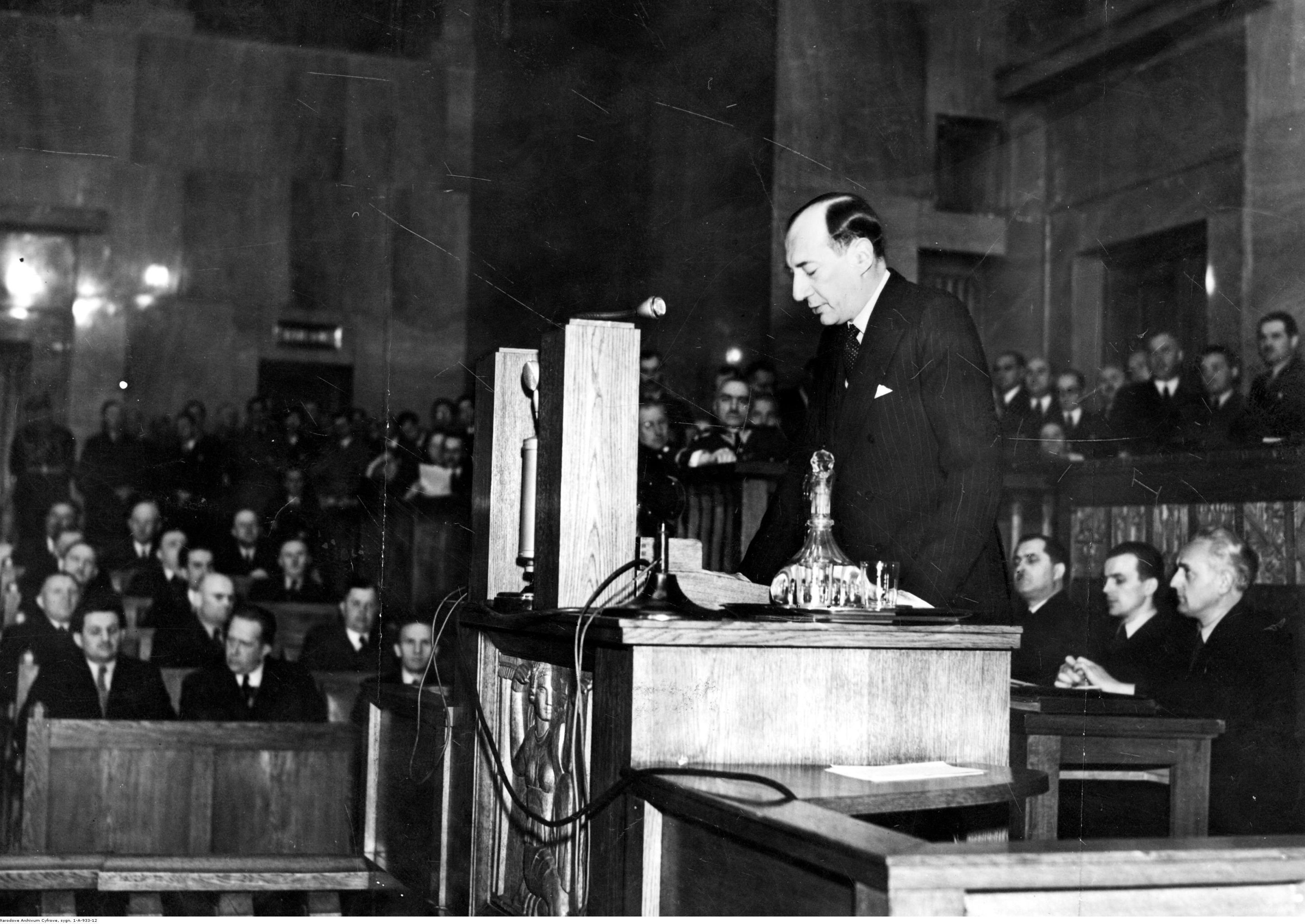
El ministro de Asuntos Exteriores polaco, Józef Beck, rechazando las pretensiones alemanas en su discurso del 5 de mayo de 1939.

Ambos países pronto se ofrecieron asistencia mutua. Tras la partición de Checoslovaquia, el gobierno rumano temía que su país podría ser el siguiente agredido por Alemania. El embajador Franasovici informó en marzo de 1939:

[...] Como en sus intervenciones apaciguadoras en Budapest, el Gobierno polaco señaló que cualquier acción de Hungría contra Rumania podría dar lugar a una nueva guerra mundial y aseguró las intenciones pacíficas de Rumania [ante Hungría].

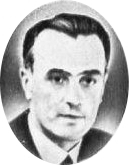
El ministro de Asuntos Exteriores rumano a comienzos de 1939, Grigore Gafencu que, como su colega polaco, trató de mantener una política de equilibrio entre las grandes potencias.

La anulación de los tratados polaco-rumanos fue una de las exigencias de la Unión Soviética durante las negociaciones de esta con franceses,  británicos, polacos en los meses anteriores a la Segunda Guerra Mundial, que fracasaron.
La diplomacia polaca también logró garantías británicas para Rumanía en el Pacto Polaco-británico de Defensa Común de 1939. Los diplomáticos y estrategas polacos consideraban la alianza con Rumania como una parte importante de su política exterior y de defensa -sin embargo, finalmente resultó ser prácticamente irrelevante. 
El 13 de abril de 1939, gracias sobre todo a la presión francesa, Gran Bretaña  y Francia ofrecían una garantía unilaterla a Rumanía, similar a la que ya habían otorgado a Polonia el 31 de marzo.
El 17 de abril de 1939, camino de Berlín, el ministro de Asuntos Exteriores rumano se entrevistó con su colega polaco Józef Beck para tratar la ampliación de la alianza entre los dos países para que incluyese un posible ataque alemán a Polonia. Los ministros acordaron, y así comunicaron a británicos y franceses, que habían sugerido la medida, que tal cosa no era necesaria: en caso de un ataque magiar a Rumanía, esta no necesitaría la ayuda polaca y, en caso de un ataque alemán a Polonia, Rumanía no podía ofrecer una asistencia eficaz.
En el período inmediatamente anterior a la guerra, Polonia y Rumanía trataron de evitar que sus acuerdos pareciesen hostiles a Alemania, país con el que ambos seguían tratando de obtener un acuerdo. Tanto Beck como Grigore Gafencu convinieron en este punto en sus negociaciones de abril de 1939 en Cracovia.
Tres días antes del ataque alemán a Polonia el gobierno de este país solicitó a Rumanía permiso para transportar armamento a través de su territorio, a la vez que los británicos demandaban poder enviar asesores militares. Ambas peticiones fueron concedidas, a la vez que el gobierno de Bucarest se preparaba para recibir a los posibles refugiados polacos que huyesen de los combates. El gobierno alemán protestó el 31 de agosto de 1939 pero el gobierno rumano alegó su derecho a permitir el paso de material militar dentro de su futura neutralidad a la vez que mantenía los suministros de materias primas (principalmente petróleo y cereales) a Alemania.

## Estallido de la Segunda Guerra Mundial
Tras la invasión alemana de Polonia el 1 de septiembre de 1939, Polonia rechazó la ayuda militar rumana, pero esperaba recibir asistencia militar de sus aliados británicos y franceses a través de los puertos rumanos, razón por la que se planeó la Cabeza de puente rumana.

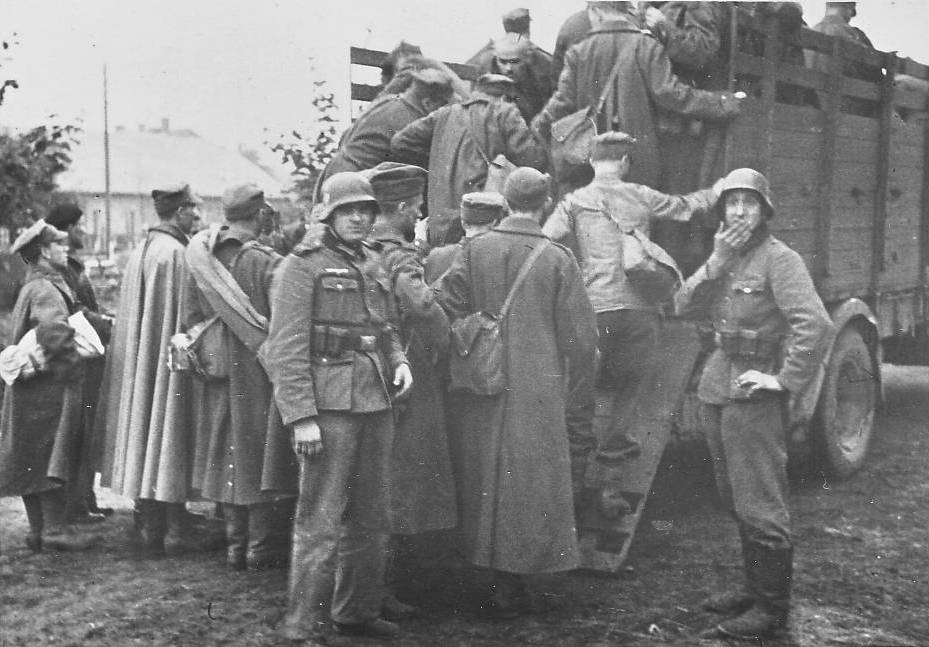
Traslado de prisioneros polacos en el otoño de 1939.

Tras el comienzo de la guerra el gobierno rumano se vio cada vez más presionado por los dos bandos: Alemania exigía el fin del permiso para transportar material que ayudase a la defensa polaca y reclamaba un aumento de las entregas de abastos rumanos, Gran Bretaña solicitaba el aumento del tránsito de asesores y armas a Polonia, mientras que Francia mostraba su disgusto por el suministro de materias primas rumanas al Reich. Alemania reclamó asimismo que Rumanía declarase públicamente su neutralidad, para evitar que pudiese entrar en el conflicto del lado de sus aliados tradicionales, los anglo-franceses.
Tras decidir mantener una neutralidad de facto, la declaración de neutralidad de Yugoslavia el 4 de septiembre de 1939 y la falta de intervención de las potencias occidentales contra Alemania hicieron que Rumanía se decidiese el día 5 a proclamar oficialmente su neutralidad en la guerra. El día 8 las tropas alemanas alcanzaban Varsovia y el gobierno rumano se reunió para definir el trato que se daría a los refugiados que se esperaba recibir pronto. Aunque se aceptaría a los civiles, los soldados serían desarmados e internados, medidas que se comunicaron a Alemania, que volvió a exigir el cese del transporte de mercancías militares a Polonia, a lo que los rumanos volvieron a negarse.
El día 12 el gobierno de Bucarest aprobó la petición del gobierno polaco de permitir el traslado de sus reservas de oro a través de Rumanía, para ser embarcadas en un buque británico y evitar su captura por Alemania. La operación tuvo éxito aunque causó gran disgusto en Berlín cuando la noticia se filtró, poniendo en peligro la neutralidad rumana. El mismo día se descartó la propuesta anglo-francesa de volar los pozos petrolíferos en caso de invasión del país, por los enormes costes económicos que supondría, que los Aliados no estaban dispuestos a costear. El día 15, con la derrota polaca clara, el primer ministro Călinescu propuso al embajador alemán aumentar el suministro de petróleo rumano al Reich a cambio de la cesión a Rumanía, que temía un próximo conflicto con Hungría, de parte del armamento polaco capturado, oferta que fue bien recibida por los alemanes.
Tras  la unión del Ejército Rojo al ataque nazi el 17 de septiembre de 1939 y la falta de ayuda occidental, alto mando polaco abandonó el plan antes mencionado y ordenó a sus unidades la evacución a Francia. Para alivio del gobierno rumano, el gobierno de Varsovia decidió no reclamar la ayuda rumana, a la que tenía derecho por sus tratados de alianza contra los soviéticos, sino que solicitó permiso para evacuar al gobierno y al estado mayor a territorio rumano. A la vez, el caudal de refugiados creció enormemente. Los Aliados, por no enemistarse con la Unión Soviética a la que aún creían poder separar de Alemania, no rompieron relaciones con esta ni le declararon la guerra, a pesar su garantía a Polonia.

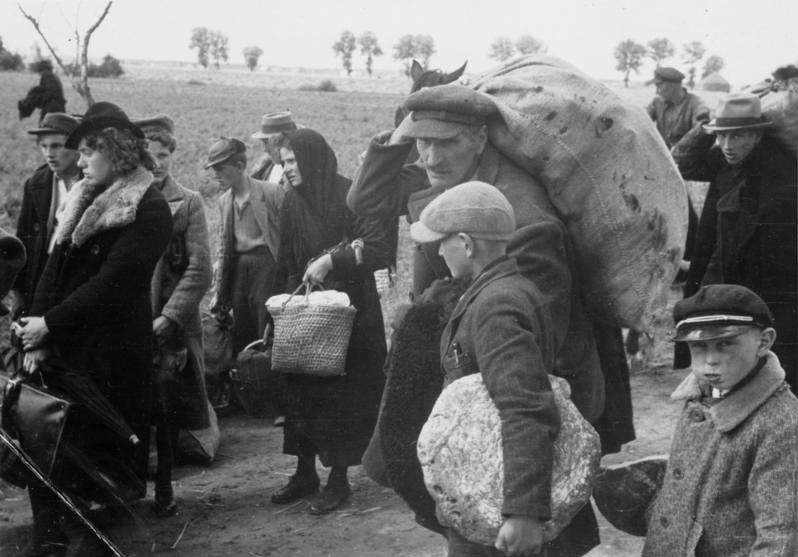
Refugiados polacos en 1939.

El gobierno acabó acogiendo a los ministros y mandos polacos, que fueron temporalmente internados, por la presión alemana. Para finales de año, sin embargo, la mayoría de los miembros del gobierno y del estado mayor habían abandonado el país, a pesar de las protestas alemanas.
Muchas unidades polacas cruzaron las fronteras con Rumanía, donde fueron internadas, pero esta mantuvo una actitud benévola hacia los polacos, permitiendo que muchos soldados escapasen de los campos y pasasen a Francia y dando buen trato tanto a los soldados polacos internados como a los refugiados civiles, dentro de lo que le permitió la situación de guerra, incluso cuando el país se unió a las Potencias del Eje en 1941 (véase Rumania durante la Segunda Guerra Mundial).
El 21 de septiembre de 1939 el primer ministro rumano  Armand Călinescu, conocido probritánico, fue asesinado en Bucarest por un grupo de activistas de la Guardia de Hierro que provenían de Alemania. Inmediatamente después, las autoridades alemanas comenzaron una campaña de propaganda en la que trataron de culpar de la acción a Polonia y Gran Bretaña. En particular, el periodista nazi Hans Fritzsche  atribuyó el asesinato al resentimiento de Polonia y Gran Bretaña por la falta de intervención de Rumania en la guerra. La connivencia de Alemania, sin embargo, se sospechó en amplios sectores.

## Alternativas Diplomáticas
Aunque algunos políticos, como el polaco Józef Piłsudski -quien había propuesto la creación de una federación de los países entre Alemania y la URSS al final de la Primera Guerra Mundial- habían tratado de forjar una gran coalición de la Europa central, oriental y de los estados balcánicos, una serie de conflictos en esas zonas impidió la creación de otra cosa que no fuse una serie de pequeñas alianzas, sobre todo tratados bilaterales.
Polonia, por ejemplo, mantenía buenas relaciones con Letonia, Rumania, Hungría y Francia (véase Alianza Franco-Polaca), pero malas con Checoslovaquia (véase Conflictos fronterizos entre Polonia y Checoslovaquia) y Lituania (véase Guerra Polaco-Lituana). Del mismo modo, había tensiones entre Hungría, por un lado, y Rumania y Checoslovaquia por otro. Estos conflictos impidieron que Polonia y Hungría se uniesen a la Pequeña Entente, y durante el periodo de entreguerras el  escenario político de la región quedase dominado en parte por tratados y alianzas similares a la alianza polaco-rumana.